# Церква Покрови Пресвятої Богородиці (Рубанівське)
Церква Покрови Пресвятої Богородиці — чинна мурована церква у селі Рубанівське, Васильківського району Дніпропетровської області. 30 грудня 2018 року громада Покрови Пресвятої Богородиці ухвалила рішення про перехід під юрисдикцію новоствореної ПЦУ. Намісник — ігумен Василій (Пишний).

## Заснування
Наприкінці XIX сторіччя родова дворянка, вдова надвірного радника Катерина Павлівна Василенко збудувала в своєму маєтку Свято-Покровську «Червону Церкву», згідно з місцевою легендою, на згадку про сина-декабриста.
У 1904 році Катерина Павлівна була пострижена в черниці з ім'ям Єлизавета, а в 1907 році зведена в сан ігумені. Після смерті її було поховано в жіночому Свято-Знаменському монастирі, який вона також заснувала наприкінці XIX сторіччя. Незабаром, після революції 1917 року, монастир закрили, черниць розігнали, а багатьох і замордували, труну з останками ігумені Єлизавети викинули на смітник. Місцеві жителі перенесли останки ігумені до Свято-Покровської Церкви.

## ХХ сторіччя
У 1918 році, під час правлення літургії, до церкви увірвалися більшовики, схопили отця Олександра і, вимагаючи віддати цінності, виволокли його на церковний ґанок. За відмову виконати їхні вимоги, замордували його: викололи очі і, зробивши з нього живу мішень, розстріляли й кинули до криниці. Віруючі таємно дістали тіло з криниці й поховали біля вівтарної стіни храму, зрівнявши могилу з землею, для того щоб сховати її.
У 1960-і роки XX століття храм був закритий і частково зруйнований. У 1991 році на прохання жителів сіла Рубанівське з благословення Єпископа Гліба храм був відкритий і зареєстрована церковна община. Дах і куполи що були зруйновані, повністю перероблені бригадою робітників з міста Павлограду. Під час ремонту знайшли поховання ієрея Олександра. Останки й облачення залишились частково не зотлілими, їх переклали до труни й перенесли до храму. Біля труни здійснюються зцілення, вирішуються різноманітні життєві потреби віруючих, які із вдячністю шанують пам'ять ієрея Олександра.
На XVIII сесії Васильківської районної ради 7 вересня 2001 року було прийнято рішення про створення створити на території Свято-Покровського храму історико-культурного заповідника. У постійне користування православній общині була передана земельна ділянка площею більше 27 гектарів.
Територія упорядковується, посаджений фруктовий сад, є город, розбиті квітники, влаштована невелика нижня церква, у дворі — колодязь.
Біля храму збереглися поховання священиків і засновника села — козака Прокопа Рубана.